# Verrue (Vienne)
Pour l’article homonyme, voir Verrue.
Verrue est une commune du Centre-Ouest de la France, située dans le département de la Vienne en région Nouvelle-Aquitaine.

## Géographie

### Géologie et relief
La région de Verrue présente un paysage de plaines vallonnées plus ou moins boisées et de champs ouverts.
Le terroir se compose:
- de sables verts pour 95 % et d'argile pour un peu moins de 5 % sur les collines et les dépressions sableuses des bordures du Bassin parisien
- de champagnes ou aubues (ce sont des sols gris clair, argilo-limoneux, sur craie et donc calcaires) pour moins de 1 % sur les autres collines.

En 2006, 58 % de la superficie de la commune était occupée par l'agriculture, 40 % par des forêts et des milieux semi-naturels et 2 % par des zones construites et aménagées par l'homme (voirie). La présence de milieux naturels et semi-naturels riches et diversifiés sur le territoire communal permet d’offrir des conditions favorables à l’accueil de nombreuses espèces pour l'accomplissement de leur cycle vital (reproduction, alimentation, déplacement, refuge). Forêts, landes, prairies et pelouses, cours d’eau et zones humides… constituent ainsi des cœurs de biodiversité et/ou de véritables corridors biologiques.
La forêt privée représente, en 2007, 1 124 hectares soit 40 % du territoire communal. Les espaces boisés (la moyenne sur la région Poitou-Charentes est de 15 %, et  29,2 % pour la France) sur le territoire communal contribuent à assurer des fonctions de production (bois d’œuvre mais aussi bois énergie), de protection (espèces, qualité des eaux) et sociales (accueil du public). Les forêts les plus anciennes ou implantées dans des conditions écologiques particulières (pentes, bords de cours d'eau, etc.) abritent en général la biodiversité la plus forte. Mais, au cours de l’histoire, pour répondre aux besoins d'une population rurale importante, la forêt poitevine a été intensément défrichée et surexploitée jusqu’à la révolution industrielle. Environ la moitié des forêts actuelles du Poitou n'existait pas il y a 200 ans.
La forêt de Scévolles recouvre en partie le territoire de la commune. C'est un massif forestier d'environ 5 000 hectares. Il est possible d'y faire de nombreuses randonnées balisées et découvrir la faune.

### Communes limitrophes
| La Chaussée          | Guesnes Monts-sur-Guesnes            |         |
| Saint-Jean-de-Sauves | Verrue                               | Saires  |
|                      | Coussay Chouppes (en un quadripoint) | Doussay |

### Hydrographie
La commune est traversée par 4 km de cours d'eau. Comme pour l'ensemble de la région Poitou-Charentes, la commune a vu la qualité de son eau se dégrader ces dernières années. Au déficit récurrent s'ajoute une pollution engendrée par les diverses activités humaines, notamment agricoles. Ainsi, la commune se situe en zone de répartition des eaux, où l'on observe une insuffisance chronique des ressources en eau par rapport aux besoins. Par ailleurs, elle est concernée par le classement en zones sensibles, où une élimination plus poussée des paramètres azote et/ou phosphore présents dans les eaux usées est nécessaire pour lutter contre les phénomènes d’eutrophisation.
63 mares ont été répertoriées sur l’ensemble du territoire communal (30 000 recensées dans la région de Poitou-Charentes). Les mares de Poitou-Charentes ont été créées par l'homme, notamment pour répondre aux besoins en eau des habitants (mares communautaires), du cheptel ou à la suite d'activités extractives (argile, marne, pierres meulières). Très riches au niveau botanique, elles jouent un rôle majeur pour les batraciens (tritons, grenouilles), les reptiles (couleuvres) et les libellules. Elles sont un élément symbolique du patrimoine rural et du maintien de la biodiversité en zone de plaine et de bocage.

### Climat
Pour des articles plus généraux, voir Climat de la Nouvelle-Aquitaine et Climat de la Vienne.
Historiquement, la commune est exposée à un climat océanique du nord-ouest.  
En 2020, Météo-France publie une typologie des climats de la France métropolitaine dans laquelle la commune est exposée à un climat océanique altéré et est dans la région climatique  Poitou-Charentes, caractérisée par un bon ensoleillement, particulièrement en été et des vents modérés.
Pour la période 1971-2000, la température annuelle moyenne est de 11,6 °C, avec une amplitude thermique annuelle de 15,1 °C. Le cumul annuel moyen de précipitations est de 659 mm, avec 10,9 jours de précipitations en janvier et 6,5 jours en juillet. Pour la période 1991-2020, la température moyenne annuelle observée sur la station météorologique la plus proche, située sur la commune de Martaizé à 10,33 km à vol d'oiseau, est de 0,0 °C et le cumul annuel moyen de précipitations est de 0,0 mm,. Pour l'avenir, les paramètres climatiques de la commune estimés pour 2050 selon différents scénarios d’émission de gaz à effet de serre sont consultables sur un site dédié publié par Météo-France en novembre 2022.

## Urbanisme

### Typologie
Au 1er janvier 2024, Verrue est catégorisée commune rurale à habitat dispersé, selon la nouvelle grille communale de densité à sept niveaux définie par l'Insee en 2022.
Elle est située hors unité urbaine et hors attraction des villes,.

### Occupation des sols
L'occupation des sols de la commune, telle qu'elle ressort de la base de données européenne d’occupation biophysique des sols Corine Land Cover (CLC), est marquée par l'importance des territoires agricoles (57,7 % en 2018), une proportion identique à celle de 1990 (57,7 %). La répartition détaillée en 2018 est la suivante : 
terres arables (39,9 %), forêts (39,1 %), zones agricoles hétérogènes (14,9 %), prairies (2,9 %), zones urbanisées (1,2 %), espaces verts artificialisés, non agricoles (1 %), milieux à végétation arbustive et/ou herbacée (1 %). L'évolution de l’occupation des sols de la commune et de ses infrastructures peut être observée sur les différentes représentations cartographiques du territoire : la carte de Cassini (XVIIIe siècle), la carte d'état-major (1820-1866) et les cartes ou photos aériennes de l'IGN pour la période actuelle (1950 à aujourd'hui).

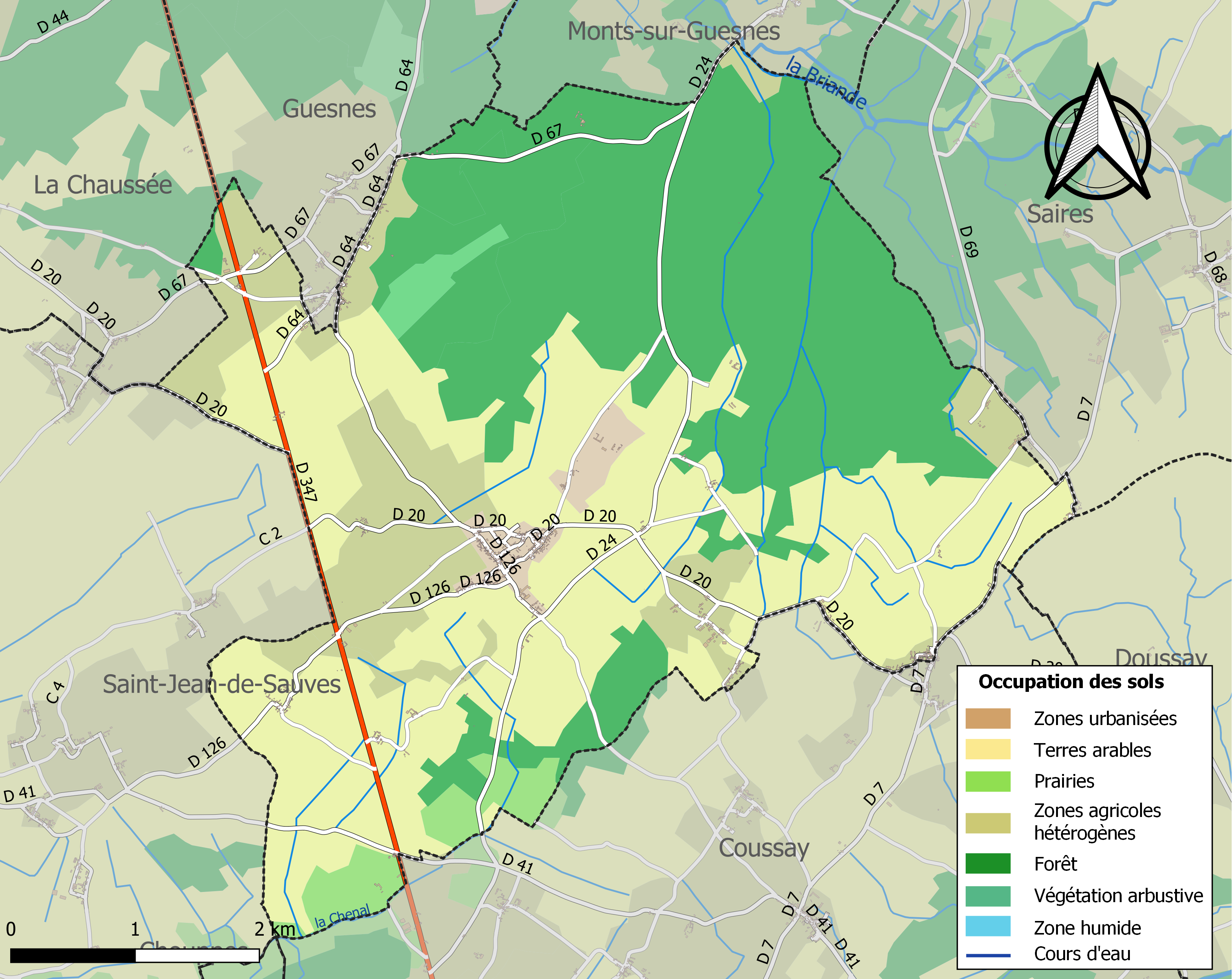
Carte des infrastructures et de l'occupation des sols de la commune en 2018 (CLC).

### Risques majeurs
Le territoire de la commune de Verrue est vulnérable à différents aléas naturels : météorologiques (tempête, orage, neige, grand froid, canicule ou sécheresse), mouvements de terrains et séisme (sismicité modérée). Il est également exposé à un risque technologique,  le transport de matières dangereuses. Un site publié par le BRGM permet d'évaluer simplement et rapidement les risques d'un bien localisé soit par son adresse soit par le numéro de sa parcelle.

#### Risques naturels

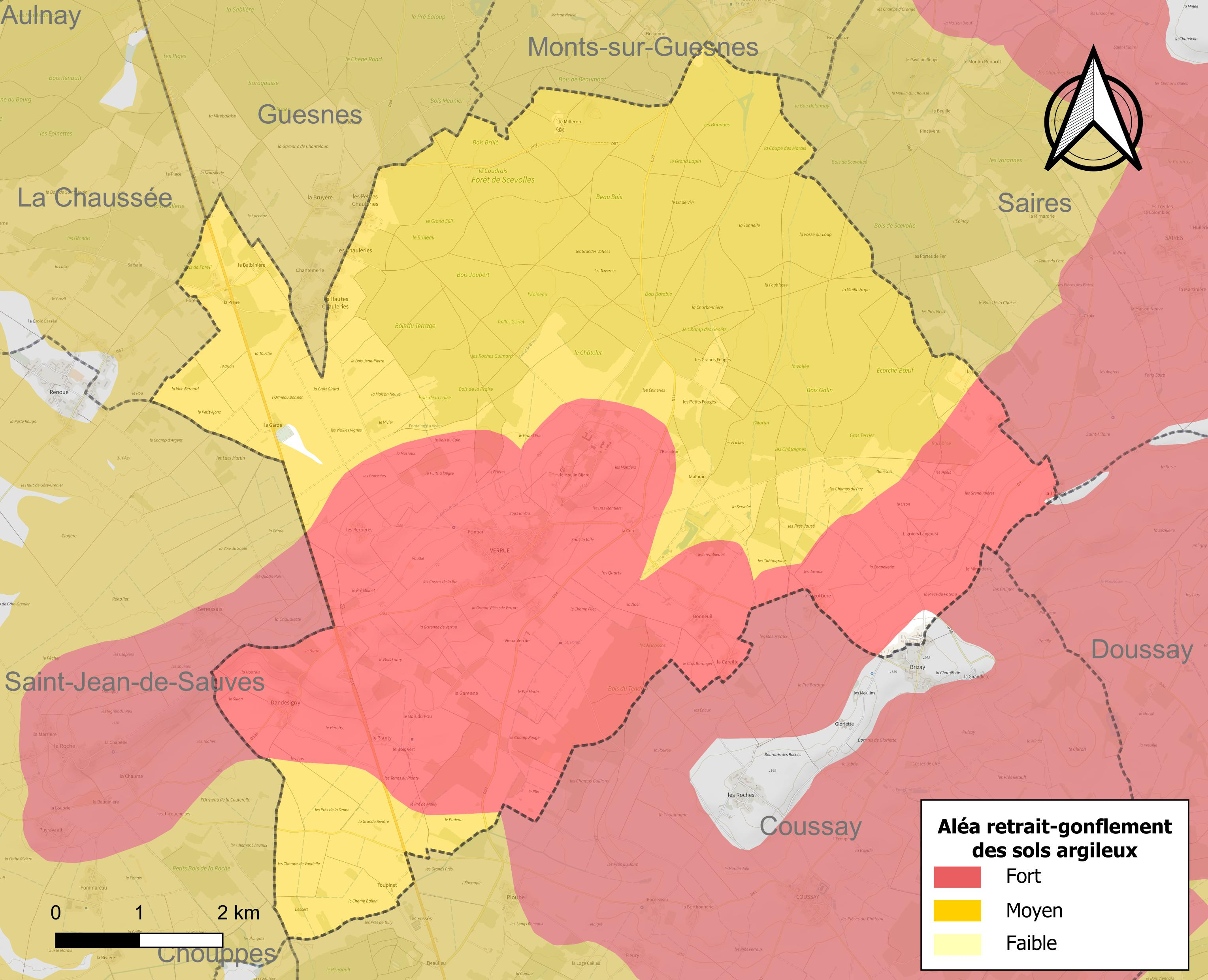
Carte des zones d'aléa retrait-gonflement des sols argileux de Verrue.

Les mouvements de terrains susceptibles de se produire sur la commune sont des affaissements et effondrements liés aux cavités souterraines (hors mines) et des tassements différentiels. Afin de mieux appréhender le risque d’affaissement de terrain, un inventaire national permet de localiser les éventuelles cavités souterraines sur la commune. Le retrait-gonflement des sols argileux est susceptible d'engendrer des dommages importants aux bâtiments en cas d’alternance de périodes de sécheresse et de pluie. 99,6 % de la superficie communale est en aléa moyen ou fort (79,5 % au niveau départemental et 48,5 % au niveau national). Depuis le 1er octobre 2020, en application de la loi ÉLAN, différentes contraintes s'imposent aux vendeurs, maîtres d'ouvrages ou constructeurs de biens situés dans une zone classée en aléa moyen ou fort,.
La commune a été reconnue en état de catastrophe naturelle au titre des dommages causés par les inondations et coulées de boue survenues en 1982, 1999, 2010 et 2013, par la sécheresse en 2005 et 2017 et par des mouvements de terrain en 1999 et 2010.

## Toponymie
Attestée sous la forme Verruca en 931.
Le nom a la même origine latine (verruca) que le mot verrue en langue standard. L'excroissance de la peau a pu développer un sens toponymique de "(petite) hauteur" ou "éminence". La situation locale permet cette explication.
Verruyes (Deux-Sèvres) a la même origine et la même signification ; mentionnée Verruca en 1041.

## Histoire
En 1369, Louis de Sancerre et sa troupe surprirent Jean de Hastings, comte de Pembroke, à Purnon.
Le 1er août 1849, les communes de Dandesigny et Ligniers-Langoust fusionnent avec la commune de Verrue.
La commune de Verrue et celle de Coussay se partagent le territoire du hameau de Brizay, situé à 3 km.

## Politique et administration

### Liste des maires
| Période                                  | Période  | Identité                                     | Étiquette | Qualité             |
| ---------------------------------------- | -------- | -------------------------------------------- | --------- | ------------------- |
| Les données manquantes sont à compléter. |          |                                              |           |                     |
|                                          |          | Joseph-Étienne Fey                           |           | † 1863              |
| Les données manquantes sont à compléter. |          |                                              |           |                     |
| ca 1816                                  |          | Édouard Achard de la Haye                    |           | Châtelain de Purnon |
| Les données manquantes sont à compléter. |          |                                              |           |                     |
| ca 1830                                  | 1851 (†) | Charles Adrien Paul Victoric, baron de Goyon |           | Châtelain de Purnon |
| Les données manquantes sont à compléter. |          |                                              |           |                     |
| ca 1947                                  | 1965     | Alfred Roy                                   |           | conseiller général  |
| Les données manquantes sont à compléter. |          |                                              |           |                     |
| 1965                                     | 2001     | Gilbert Roy                                  |           | conseiller général  |
| mars 2001                                | En cours | Roland Leboucher                             |           |                     |

### Instances judiciaires et administratives
La commune relève du tribunal d'instance de Poitiers, du tribunal de grande instance de Poitiers, de la cour d'appel  de Poitiers, du tribunal pour enfants de Poitiers, du conseil de prud'hommes de Poitiers, du tribunal de commerce de Poitiers, du tribunal administratif de Poitiers et de la cour administrative d'appel  de  Bordeaux,  du tribunal des pensions de Poitiers, du tribunal des affaires de la Sécurité sociale de la Vienne, de la cour d’assises de la Vienne.

### Services publics
Les réformes successives de La Poste ont conduit à la fermeture de nombreux bureaux de poste ou à leur transformation en simple relais. Toutefois, la commune a pu maintenir le sien[non neutre][réf. nécessaire].

## Démographie
L'évolution du nombre d'habitants est connue à travers les recensements de la population effectués dans la commune depuis 1793. Pour les communes de moins de 10 000 habitants, une enquête de recensement portant sur toute la population est réalisée tous les cinq ans, les populations de référence des années intermédiaires étant quant à elles estimées par interpolation ou extrapolation. Pour la commune, le premier recensement exhaustif entrant dans le cadre du nouveau dispositif a été réalisé en 2007.

En 2022, la commune comptait 382 habitants, en évolution de −3,29 % par rapport à 2016 (Vienne : +0,6 %, France hors Mayotte : +2,11 %).
| 1793 | 1800 | 1806 | 1821 | 1831 | 1836 | 1841 | 1846 | 1851 |
| ---- | ---- | ---- | ---- | ---- | ---- | ---- | ---- | ---- |
| 526  | 620  | 623  | 619  | 667  | 677  | 686  | 727  | 972  |

| 1856 | 1861 | 1866  | 1872  | 1876  | 1881 | 1886  | 1891 | 1896  |
| ---- | ---- | ----- | ----- | ----- | ---- | ----- | ---- | ----- |
| 996  | 996  | 1 028 | 1 007 | 1 006 | 994  | 1 040 | 976  | 1 003 |

| 1901 | 1906 | 1911 | 1921 | 1926 | 1931 | 1936 | 1946 | 1954 |
| ---- | ---- | ---- | ---- | ---- | ---- | ---- | ---- | ---- |
| 954  | 921  | 876  | 784  | 812  | 842  | 770  | 814  | 707  |

| 1962 | 1968 | 1975 | 1982 | 1990 | 1999 | 2006 | 2007 | 2012 |
| ---- | ---- | ---- | ---- | ---- | ---- | ---- | ---- | ---- |
| 625  | 541  | 463  | 399  | 369  | 351  | 371  | 374  | 398  |

| 2017 | 2022 | - | - | - | - | - | - | - |
| ---- | ---- | - | - | - | - | - | - | - |
| 391  | 382  | - | - | - | - | - | - | - |

En 2008, selon l'INSEE, la densité de population de la commune était de 13 hab./km2, 61 hab./km2 pour le département, 68 hab./km2 pour la région Poitou-Charentes et 115 hab./km2 pour la France.

## Économie
Selon la direction régionale de l'Alimentation, de l'Agriculture et de la Forêt de Poitou-Charentes, on dénombre 21 exploitations agricoles en 2010 contre 33 en 2000.
Les surfaces agricoles utilisées ont stagné et sont passées de 1 433 hectares en 2000 à 1 444 hectares en 2010. Ces chiffres indiquent une concentration des terres sur un nombre plus faible d'exploitations. Cette tendance est conforme à l'évolution  constatée sur tout le département de la Vienne puisque, de 2000 à 2007, chaque exploitation a gagné en moyenne 20 hectares.
52 % des surfaces agricoles sont destinées à la culture des céréales (blé tendre essentiellement mais aussi orges et maïs), 25 % pour les oléagineux (colza et tournesol), 10 % pour le fourrage et 3 % restent en herbe. En 2000, 3 hectares (0 en 2010) étaient consacrés à la vigne.
Quatre exploitations en 2010 (contre sept en 2000) abritent un élevage de bovins (339 têtes en 2010 contre 470 têtes en 2000).
Les élevages de caprins ont disparu au cours de cette décennie (126 têtes réparties sur 3 fermes). Cette disparition est révélatrice de l'évolution qu'a connue, en région Poitou-Charentes, cet élevage au cours des deux dernières décennies : division par trois du nombre d'exploitations, augmentation des effectifs moyens par élevage (38 chèvres en 1988, 115 en 2000), division par 10 des chèvreries de 10 à 50 chèvres qui représentaient 50 % des troupeaux en 1988, et multiplication par six des élevages de plus de 200 chèvres qui regroupent, en 2000, 45 % du cheptel. Cette évolution des structures de production caprine a principalement pour origine la crise de surproduction laitière de 1990-1991 qui, en parallèle des mesures incitatives, a favorisé des départs d'éleveurs en préretraite.

## Culture locale et patrimoine

### Lieux et monuments

#### Patrimoine civil
- Le château de Purnon : le château en tant que tel, les communs, les douves les terrasses et la grille d'entrée sont classés monument historique depuis 1995. Le portail de la cour d'honneur, le moulin Bigeard et son enclos, les parcelles du potager, l'éolienne Bollée et son réservoir sont inscrits comme monuments historiques depuis 1992 (confirmé en 2023)[33].

- Usine de chaux, briqueterie, tuilerie (désaffectée) au Milleron[34].

#### Patrimoine religieux
- L'église Saint-Hilaire de Verrue date du XIXe siècle[35]. Le premier édifice a été vendu comme bien national au moment de la Révolution française et a été détruit. Le nouveau bâtiment a été construit de 1822 à 1830, Édouard Achard de la Haye (1778-1844) commanditaire[35].
Une cloche de 1707 en provenance de Dandesigny est classée monument historique à titre d'objet depuis le 11 juin 1908[36].
- Église Saint-Abdon-et-Saint-Sennen de Dandesigny[35] : désacralisé et affecté à la fonction de grange, le bâtiment se remarque par un vestige de clocher-peigne ; une cloche de 1707 fondue par Pierre Aubry est notée par l'historien de l'art campanaire Joseph Berthelé en 1903 au titre des cloches du Poitou ; l'auteur précise qu'elle se trouve transférée à Saint-Hilaire (texte en ligne, p. 112).

### Patrimoine naturel
La commune contient deux zones naturelles d'intérêt écologique, faunistique et floristique (ZNIEFF) qui couvrent 68 % de la surface communale :
- la forêt de Scévolles,
- les plaines du Mirebalais et du Neuvillois. Elles sont aussi classées par la directive oiseaux qui assure la protection des oiseaux sauvages et de leurs biotopes

#### Arbres remarquables
Selon l'Inventaire des arbres remarquables de Poitou-Charentes, il y a un arbre remarquable sur la commune qui est un frêne commun.

### Personnalités liées à la commune
- Frédéric Godet (1850-1932), homme politique, maire d'Orches, député de la Vienne de 1902 à 1910 et de 1914 à 1919.
- Michel Foucault y acheta une maison à la fin de sa vie, sans avoir le temps de vraiment l'habiter[39].